# Nina Mercedez
Nina Mercedez (født 10. november 1979 i Corpus Christi, Texas), er en amerikansk og mexicansk pornoskuespiller. Hun har medvirket i over 200 pornofilm.

## Biografi
Født i Corpus Christi, Texas. Nina Mercedez' familie baggrund er mexicansk og italiensk.
Hun hævder, at hun hverken var populær eller attraktiv som teenager, og hun optrådte på et segment i The Jenny Jones Show med titlen "From Geek To Chic" kontrasterende hende "før og nu" udseende. Hun droppede ud af high school og arbejdede blandt hos Denny's, OfficeMax og Barnes & Noble. Hun blev senere bartender og arbejdede i en Budweiser badedragt og senere som model og Tejano kalender pige.
Mercedez arbejdede udelukkende for Vivid fra starten af hendes pornokarriere men i begyndelsen af 2006 forlod hun Vivid. Hun oprettede derefter sit eget produktionsselskab Heartbreaker Films, der distribueres af Larry Flynt Publications.

## Personlige live
Hun mødte industri marketing executive producer Raymond Balboa under hendes arbejde Vivid. I juni 2008 blev de er gift.

## Priser
- 2001: Miss Nude North America
- 2001: Miss Nude International
- 2002: Adult Nightclub & Exotic Dancer Award Gewinner – Exotic Dancer/Entertainer of the Year[7]
- 2002: Penthouse Golden G-String Award[7]
- 2003: Miss Nude Universe
- 2004: Adult Nightclub & Exotic Dancer Award Gewinner – Exotic Dancer’s Adult Performer of the Year[7]
- 2006: AVN Award nominee – Best Anal Sex Scene – Film
- 2007: AVN Award nominee – Best Actress – Video
- 2007: F.A.M.E. Award finalist – Hottest Body[8]
- 2008: F.A.M.E. Award finalist – Favorite Breasts[9]
- 2008: AVN Award nominee – Best All-Girl Sex Scene – Video
- 2009: AVN Award nominee – Best All-Girl Group Sex Scene
- 2009: AVN Award nominee – Best All-Girl 3-Way Sex Scene
- 2009: Fame Registry winner – Most Luscious Latina[10]
- 2011: Adult Nightclub & Exotic Dancer Awards Gewinner – Miss ExoticDancer.com of the Year[11]
- Latina Porn Awards – Performer of the Decade[12]